# Aire urbaine de Gourdon
L'aire urbaine de Gourdon est une aire urbaine française centrée sur la ville de Gourdon, dans le département du Lot.

## Données globales
En 2010, selon l'Insee, l'aire urbaine de Gourdon est composée de trois communes toutes situées dans le département du Lot.
Son pôle urbain est l'unité urbaine de Gourdon formée de la seule commune de Gourdon.

### Composition
La liste ci-dessous, établie par ordre alphabétique, indique les communes appartenant à l'aire urbaine de Gourdon, selon la nouvelle délimitation de 2010, avec leur population municipale, issue du recensement le plus récent  :
| Nom         | Code Insee | Statut | Superficie (km2) | Population (dernière pop. légale) | Densité (hab./km2) |
| ----------- | ---------- | ------ | ---------------- | --------------------------------- | ------------------ |
| Gourdon     | 46127      |        | 45,56            | 4 080 (2022)                      | 90                 |
| Payrignac   | 46216      |        | 21,64            | 654 (2022)                        | 30                 |
| Saint-Clair | 46259      |        | 11               | 141 (2022)                        | 13                 |

## Évolution démographique
L'évolution démographique ci-dessous concerne l'aire urbaine selon le périmètre défini en 2010.
| 1968  | 1975  | 1982  | 1990  | 1999  | 2009  | 2014  | 2018  |
| ----- | ----- | ----- | ----- | ----- | ----- | ----- | ----- |
| 5 483 | 5 339 | 5 536 | 5 498 | 5 603 | 5 480 | 5 161 | 4 792 |